# Municipio de Johannisburg
El municipio de Johannisburg (en inglés: Johannisburg Township) es un municipio ubicado en el condado de Washington en el estado estadounidense de Illinois. En el año 2010 tenía una población de 511 habitantes y una densidad poblacional de 5,47 personas por km².

## Geografía
El municipio de Johannisburg se encuentra ubicado en las coordenadas 38°20′59″N 89°38′55″O / 38.34972, -89.64861. Según la Oficina del Censo de los Estados Unidos, el municipio tiene una superficie de 93,36 km², la totalidad corresponde a tierra firme.

## Demografía
Según el censo de 2010, había 511 personas residiendo en el municipio de Johannisburg. La densidad de población era de 5,47 hab./km². De los 511 habitantes, el municipio de Johannisburg estaba compuesto por el 98,43 % blancos, el 0,78 % eran de otras razas y el 0,78 % eran de una mezcla de razas. Del total de la población el 3,33 % eran hispanos o latinos de cualquier raza.